# Кораини, Джанни
Джанни Кораини (род. 18 июля 1954, Флоренция, Италия) — итальянский музыкальный исполнитель в стилях итало-диско и евробит, ставший популярным в 1980-е годы.

## Биография
Джанни проявил серьёзный интерес к музыке в возрасте 15 лет (в детстве он просто увлекался музыкой) и его карьера началась в 1980 году, когда он играл и пел на дискотеках и в клубах. Он научился играть на флейте и закончил музыкальную академию. Также он работал почтальоном, пока его не открыл музыкальный продюсер. Самой первой песней его была «Welcome to Rimini» и вышла она под псевдонимом Ric Fellini в 1983 году. Далее последовали синглы «Souvenir D’Amour», «I Wanna Shout», «Stop And Go», «Dance Across The Nations», «Stop In The Name Of Love», «All My Loving» и «Passenger» под тем же псевдонимом.
Его первым известным в Европе хитом стал сингл «Hey Hey Guy» вышедший в 1984 году под псевдонимом Ken Laszlo. Песни «Tonight», «Glasses Man», «Don’t Cry», «1, 2, 3, 4, 5, 6, 7, 8», «Everybody Is Dancing», «Baby Call Me», «Mary Ann», вышедшие под тем псевдонимом также хорошо известны.
Многие его песни появились под другими псевдонимами, такими как: Ric Fellini, DJ NRG, Maltese, K.L. Jones,Asia Gang. Некоторое время Ken Laszlo сотрудничал с группой Disco Dice.
В 2004 году был участником фестиваля «Дискотека 80-х». В настоящее время продолжает выпускать синглы (под именем Ken Laszlo), такие как: «Fire And Ice» (2017), «Forever Young» (2018), «Leather Man» (2021), «Time Of My Life» (2022).

## Дискография под псевдонимом Ken Laszlo
Альбомы
- 1986 — Barry Lane (неофициальный)
- 1987 — Ken Laszlo
- 1988/1986 — Tonight (неофициальный)
- 1988 — Remix (неофициальный)
- 1988 — Okay! (неофициальный)
- 1989 — Don’t cry (неофициальный)
- 1991 — Fantasy (неофициальный)
- 1998 — Dr Ken & Mr Laszlo
- 2000—2000 (неофициальный)
- 2007 — The Future is Now

Сборники
- 2009 — Totally

Синглы
- 1984 — «Hey Hey Guy»
- 1985 — «Tonight»
- 1986 — «Don’t Cry»
- 1987 — «1 2 3 4 5 6 7 8»
- 1987 — «Glasses Man»
- 1988 — «Red Man»/«Black Pearl»
- 1989 — «Everybody Is Dancing»
- 1989 — «Madame»/«Let Me Try»
- 1989 — «Hey Hey Guy For Tonight» (Laszlo & Innocence)
- 1991 — «Happy Song»
- 1991 — «Sha La La»
- 1992 — «Mary Ann»
- 1992 — «Baby Call Me»
- 1994 — «Everytime»
- 1996 — «Whatever Love»
- 2003 — «Inside My Music»
- 2009 — «Dancing Together»
- 2011 — «Let’s Get It Done Tonight» (feat. Domino)
- 2013 — «S.O.S.»
- 2016 — «Let’s Dance»
- 2017 — «Fire And Ice»
- 2018 — «Old Boy (Get Out Of My Schemes)»
- 2018 — «Forever Young»

Видеография
- 1984 — «Hey Hey Guy»
- 1985 — «Tonight»
- 1987 — «1 2 3 4 5 6 7 8»
- 2003 — «Inside My Music»
- 2007 — «The Line»
- «Disco Queen»

## Синглы под другими псевдонимами
- Alvin — «A Lovely Night»
- Alvin — «Runaway, Getaway»
- Alvin — «Shocking Fever»
- Asia Gang — « Afrika»
- Bi Bi — «Into My Dream»
- Billy The Butcher — «Cannival Attraction»
- Boys Band — «Crazy Night»
- Captain America — «Space Fighter»
- Coo Coo — «Boogie Woogie»
- Coo Coo — «Easy Lover»
- Coo Coo — «Energy»
- Coo Coo — «Walkin' On Music»
- Coo Coo — «Winner»
- Coy Mc.Coy — «Island»
- Dave Cole — «Space Desire»
- Danny Keith — «Booby»
- Danny Keith — «Come To My Arms»
- Danny Keith — «Dudu-Dada»
- Danny Keith — «Hold On»
- Danny Keith — «Lean On Me»
- Danny Keith — «One More Time»
- Danny Keith — «Sex Over The Phone»
- DJ NRG — «Bad Boy»
- DJ NRG — «Extasy»
- DJ NRG — «Extasy» (Maio and Co. Remix)
- DJ NRG — «Kamikaze»
- DJ NRG — «Kamikaze» (Maio and Co. Remix)
- DJ NRG — «Ringo Boy»
- DJ NRG — «You Are Number One»
- Francis Cooper — «Don’t Tell Me Why»
- Francis Cooper — «Night Fly Guy»
- Francis Cooper — «Turbo Night»
- Franz Tornado — «Tornado Superchild»
- Gordon Jim — «Wonder Woman»
- Jackie 'O — «X-Man Story»
- Jean Corraine — «Crazy Lover»
- Jean Corraine — «Dancing In The Street»
- Jean Corraine — «Danger Danger»
- Jean Corraine — «Feel The Groove»
- Jean Corraine — «Love Is In The Air»
- Jean Corraine — «Mystery»
- Jean Corraine — «Rocking My Heart»
- Jean Corraine — «Stranger In The Night»
- Jean Corraine — «Tonight I’m Yours»
- Jeff Driller — «Rocket In My Pocket»
- Joe D. Toaster — «Everybody Go»
- Jungle Bill — «Master Mind»
- Jungle Bill — «Oh Happy Day»
- Jungle Bill — «Sexy Toy, Sexy Joy»
- Live Music Gang — «Energy People United»
- Lucky Boy — «Listen To My Mistery»
- Malcolm J.Hill — Fantasy
- Malcolm J.Hill — «Run To Me»
- Malcolm J.Hill — «Tin Box»
- Maxx Ducati — «Million Dollars»
- Maxx Ducati — «Valentino Samurai»
- Michael Dream — «Feel Like Dancing»
- Michael Dream — «Never Say Never»
- Mix Jean — «No No»
- Mr. Bean — «Let Your Body Rock»
- Mr.Beat — «Kiss Me Baby»
- Nick Kaye — «Open Your Door»
- Remy Panther — «Bad Boy Can Believe Me»
- Remy Panther — «Gimme a Chance»
- Ric Fellini — «Passenger»
- Ric Fellini — «Stop and Go»
- Ric Fellini — «Welcome to Rimini»
- Rocky Custer — «The Summer»
- Spencer — «Doctor of Love»
- Spencer — «Hurricane»
- Tommie B. — «My Blue Eyes»